# Julio Robles García
Julio Robles García (Madrid, 3 de febrero de 1946 - ) es compositor, musicólogo y pianista. A lo largo de su carrera ha trabajado en el Teatro de la zarzuela, el Teatro Real  junto con otros teatros y compañías de Ópera y Zarzuela. Ha sido profesor del Real Conservatorio Superior de Música de Madrid (RCSMM) y tiene más de 200 composiciones donde integra las influencias rusas en la música española de forma natural.

## Biografía
Nace en el Hospital Clínico San Carlos  de Madrid. Su padre es Adolfo Robles Yeste y su madre, Lucila García Martínez. Él es el tercer hijo de una familia numerosa de cuatro hermanos. Sus hermanos mayores son Adolfo y Raúl, y su hermana pequeña, Marta , se llevan tres años de diferencia entre cada uno de ellos .
Julio inicia sus estudios en el Conservatorio de Madrid, que estaba ubicado en la calle San Bernardo, 44. Ahí se examinó de 1.º y 2.º de solfeo por libre. Y se matricula en 3.º de solfeo con el profesor Gabriel Vivó . Roberto Vivó  era violonchelista y hermano de Gabriel Vivó y también fue profesor del Conservatorio. En aquel momento sus compañeros de clase eran Marisa Moreno, hermana de José Luis Moreno , que también fue compañero de la clase de piano . En 1.º de piano tuvo de profesora a Teresa Fuste . Cuando se matriculó para 4.º Curso, el Conservatorio lo habían trasladado al edificio del Teatro Real en la plaza de Oriente. En este curso tuvo de profesores a Mili Porta. Termina su formación en el Conservatorio en esta ubicación antes de que volviesen a trasladarlo al edificio donde se encuentra en la actualidad, en el antiguo Hospital San Carlos, en Atocha. Debemos resaltar la casualidad de que justo sea el Hospital San Carlos  el lugar de nacimiento del compositor y que posteriormente sea sede del Real Conservatorio Superior de Música de Madrid (RCSMM) donde posteriormente impartirá clases. Cuando Julio estudiaba en el Conservatorio se realizaban 4 años de solfeo, 8 años de piano, 4 de armonía, 3 de contrapunto y 4 de composición, más la asignatura de acompañamiento que eran otros 4 años y la impartía Gerardo Gombau , donde realizaban lectura a primera vista de obras para piano, luego obras de orquesta y por último obras transportadas . Otro profesor de Julio Robles García fue Francisco Calés Otero  que enseñaba contrapunto y fuga , junto con Daniel Vega , que le sustituía a veces. Empezó a estudiar armonía con Daniel Bravo y luego con el Padre Masó . Adelino Barrio  también formó parte de la vida musical y formativa del compositor. Adelino Barrio pasó a ser profesor de la Escuela Superior de Canto de Madrid . Y Julio Robles estuvo trabajando como pianista acompañante en dicha escuela , en la calle San Bernardo, 44. Otro profesor del RCSMM fue Antón García Abril  y por aquella época su ayudante era Román Alís . Participa en el Ciclo de conciertos con obras de los alumnos de la cátedra de composición celebrado el 2 de febrero de 1977 en el Real Conservatorio Superior de Música de Madrid donde se incluye la obra Sonata para violín y piano de Julio Robles García, interpretada por Salvador Puig  al violín y Ana Guijarro  al piano. Julio Robles García recibe Matrícula de Honor en 4.ºcurso de composición. Cuando termina los cursos de composición sigue con Canto Gregoriano y Musicología.  1.º Premio de composición fin de carrera. Estudios de Musicología con el Padre Samuel Rubio . Canto gregoriano con Ismael Fernández de la Cuesta . Beca de Pedagogía musical “Ataulfo Argenta” , que se desarrolló durante 20 días en Castro – Urdiales  (Cantabria), la ciudad de nacimiento de Ataúlfo Argenta en agosto de 1975. Incluso se matriculó en dirección de orquesta con los profesores García Polo , que era profesor auxiliar de García Asensio .  Otros compañeros del conservatorio eran Luis Celada  y Miguel Bustamante  con quienes salía a jugar al futbolín y por las noches . Otro compañero de estudios  fue Valentín Ruíz.

## Obras
Julio Robles García ha compuesto  más de 200 obras de las cuales están editadas solamente 11.
1993 Reencuentro. Ed. Alpuerto (1993)
2015 Sonata, Un poco di C... Ed. Ojeda (2015)
2015 Concierto para dos pianos. Ed. Ojeda (2015)
2016 Evocación. Ed. Letras de autor (2016)
2017 Impresiones. Sonata para violonchelo y piano. Ed. Letras de Autor(2016)
2017 Trío para dos clarinetes (Si b) y un violonchelo. Ed. Letras de autor (2017) 
2018 Sonata para violín y piano (1975). Ed. Letras de autor (2017) 
2018 Octeto para instrumentos de viento-madera. Ed. Letras de autor (2018) 
2018 Variaciones coreográficas (para piano), sobre un tema de Rachmaninov. Ed. Letras de autor (2018) 
2018 Alegoría Op.7 (1980). Doble concierto para piano, clarinete bajo y conjunto de cámara. A la memoria de Enrique Granados. Ed. Letras de autor (2018) 
2019 Cuarteto de cuerda para dos violines, una viola y un violonchelo, 1974. Ed. Letras de autor (2018)
2022 Espiral. Ed. La Rueca (2022)